# Colne (Lancashire)
Colne is een civil parish in het bestuurlijke gebied Pendle, in het Engelse graafschap Lancashire met 17.855 inwoners.

## Geboren
- Wallace Hartley (1878-1912), violist en leider van het orkest op het schip Titanic

## Galerij

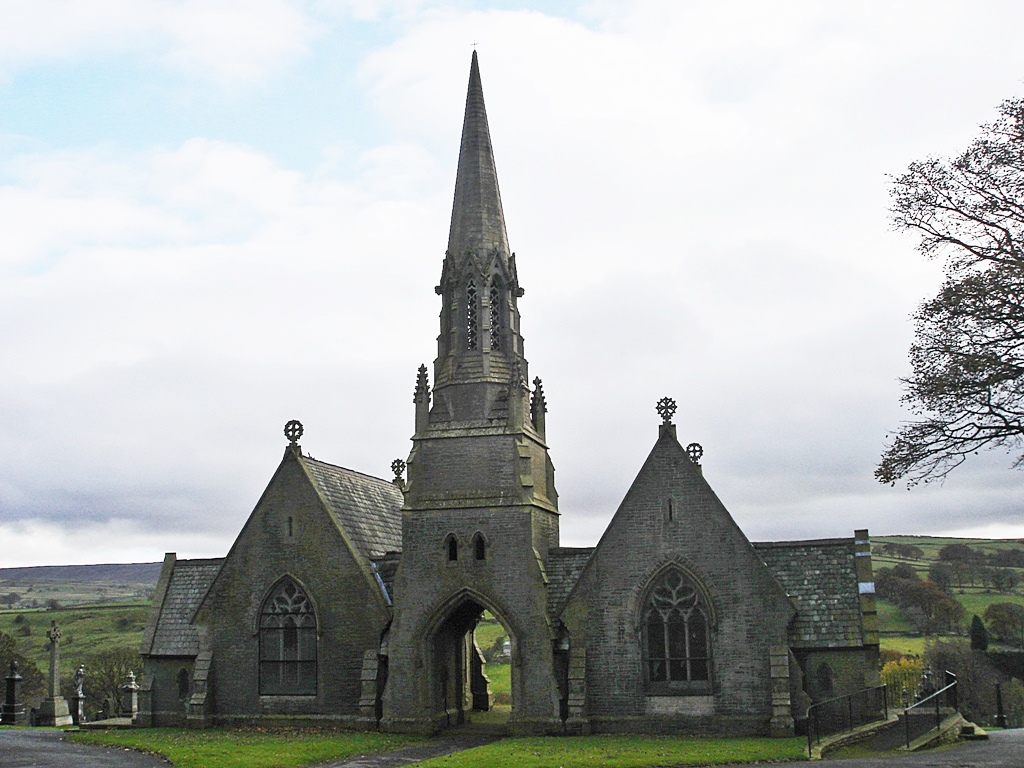
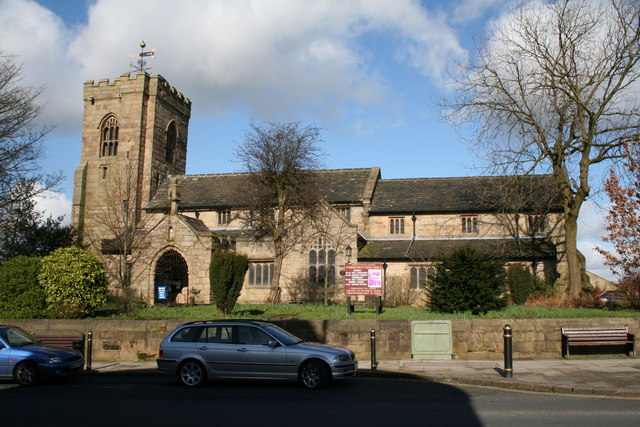
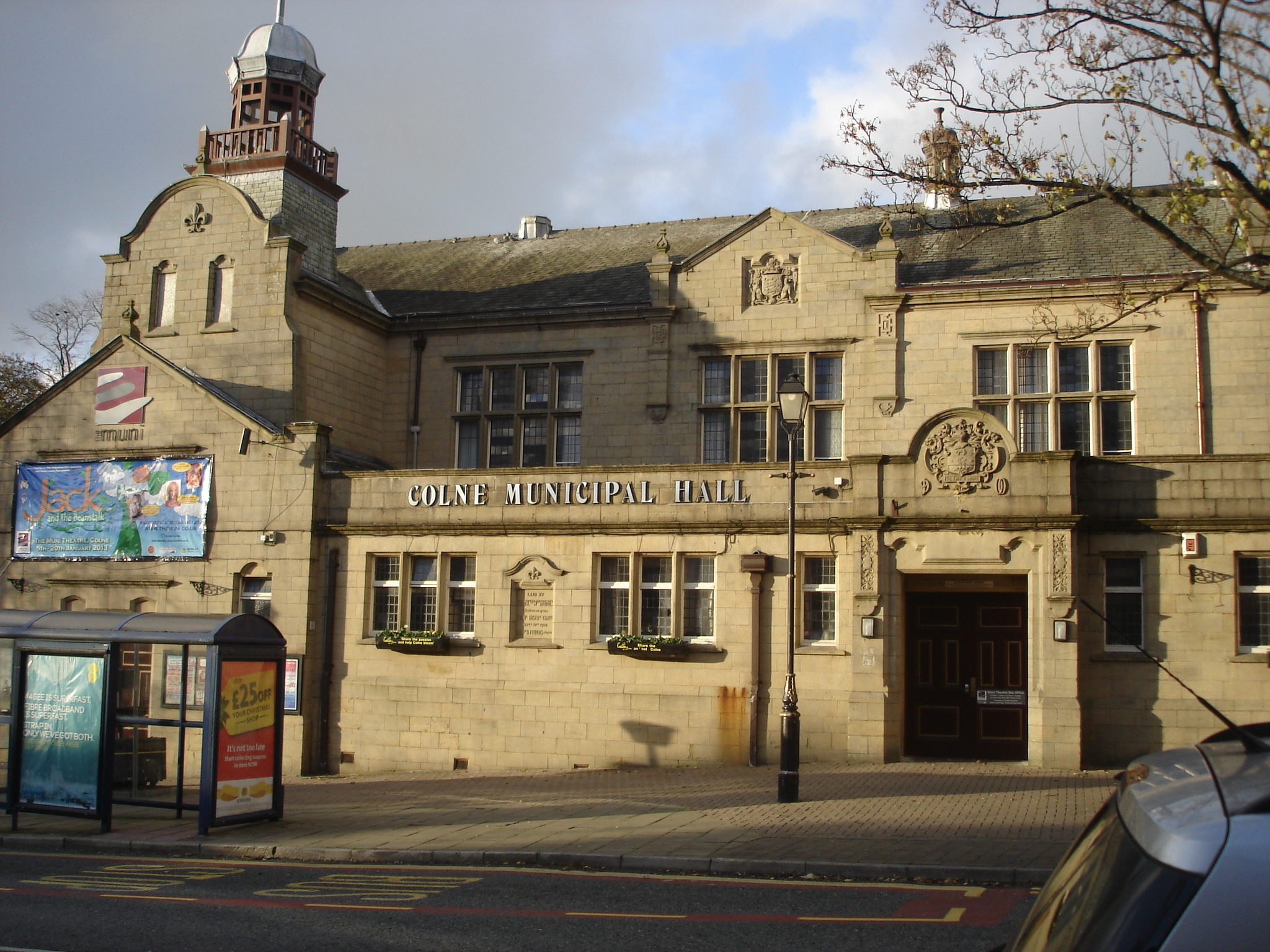